# لیانگ ویکنگ
لیانگ ویکنگ (انگلیسی: Liang Weikeng؛ زادهٔ ۳۰ نوامبر ۲۰۰۰) بدمینتون‌باز اهل چین است.